# テレックス (ベルギーのバンド)
テレックス（Telex）は、1978年にダン・ラックスマンがベルギーで結成した音楽ユニット。作・編曲を担当していたマルク・ムーランが2008年に死去したため活動を停止した。
YMO、ダフト・パンク、ジェフ・ミルズ、モービーらに影響を与え、ハウス・ミュージックの原点にもなった。

## ディスコグラフィ

### アルバム
- 『テクノ革命』 - Looking For St. Tropez (1979年)
- 『ニューロヴィジョン』 - Neurovision (1980年)
- Sex (1981年) ※国により『Birds and Bees』のタイトルもある
- Wonderful World (1984年)
- Looney Tunes (1988年)
- How Do You Dance? (2006年)

### コンピレーション & リミックス・アルバム
- More Than Distance (1982年) ※オリジナル・アルバム未収録曲を含むベスト・アルバム
- Les Rhythmes Automatiques (1989年)　※『Wonderful World』までの曲の再録音
- Belgium...One Point (1993年) ※ボックス・セット
- 『イズ・リリース・ア・ユーモア?〜ウィ・ラヴ・テレックス』 - Is Release A Humour? - WE LOVE TELEX (1994年) ※松前公高、小西康陽等によるリミックス
- 『アイ・ドント・ライク・ミュージック・リミックス VOL.1』 - I Don't Like Music (1998年) ※カール・クレイグ等によるリミックス
- 『アイ・ドント・ライク・リミキシーズ』 - I Don't Like Remixes: Original Classics 78-86 (1998年) ※ベスト・アルバム
- 『アイ・ドント・ライク・ミュージック・リミックス VOL.2』 - I (Still) Don't Like Music Remixes Vol. 2 (1999年) ※DJリミックス
- Ultimate Best Of (2009年)
- 『ディス・イズ・テレックス』 - This is Telex (2021年) ※1978年-2006年の楽曲（新ミックス）と未発表カバー2曲「Dear Prudence」 (ビートルズ)、「The Beat Goes On」 (ソニー&シェール)を収録
- TELEX EP1 (2022年) ※ボックス・セット『TELEX』のリリースに先駆けて6枚のアルバムからリマスター音源をそれぞれ1曲ずつ収録したEPの第1弾、デジタル/ストリーミングのみでのリリース
- TELEX EP2 (2022年) ※上記企画の第2弾、デジタル/ストリーミングのみでのリリース
- TELEX EP3 (2023年) ※上記企画の第3弾、デジタル/ストリーミングのみでのリリース
- TELEX (2023年) ※『Looking For St. Tropez』から『How Do You Dance?』までのアルバムを新ミックス及びリマスターしたボックス・セット